# El Chinaco
El Chinaco es una localidad del estado mexicano de Guanajuato. Es parte del municipio de Villagrán.

## Demografía
| Gráfica de evolución demográfica |
|                                  |

| Censo | Población |
| ----- | --------- |
| 1970  | 87        |
| 1980  | 525       |
| 1990  | 1 225     |
| 2000  | 1 503     |
| 2010  | 1 534     |
| 2020  | 1 433     |